# Морозовщина (Гадячский район)
Морозовщина (укр. Морозівщина) — село,
Мартыновский сельский совет,
Гадячский район,
Полтавская область,
Украина.
Код КОАТУУ — 5320484705. Население по переписи 2001 года составляло 133 человека.

## Географическое положение
Село Морозовщина находится на расстоянии в 0,5 км от сёл Вороновщина и Мартыновка.
По селу протекает пересыхающий ручей с запрудой.
Рядом проходит автомобильная дорога Т-1705.

## История
- 1861 — дата основания.